# Platypodia hawaiiensis
Platypodia hawaiiensis är en kräftdjursart som först beskrevs av M. J. Rathbun 1906.  Platypodia hawaiiensis ingår i släktet Platypodia och familjen Xanthidae. Inga underarter finns listade i Catalogue of Life.